# Меренга (село)
Меренга — село в Магаданской области России. Входит в Омсукчанский район и соответствующий ему муниципальный округ.
Население — 1 чел. (2023).

## География
Протяженность границ села Меренга
с севера на юг — 1 км 251 м
с запада на восток — 1 км 571 м

## Население
| 2002 | 2010 | 2013 | 2014 | 2015 | 2016 | 2017 |
| ---- | ---- | ---- | ---- | ---- | ---- | ---- |
| 26   | ↘14  | ↘0   | →0   | →0   | →0   | →0   |
| 2018 | 2019 | 2021 | 2023 |      |      |      |
| →0   | →0   | ↗1   | →1   |      |      |      |

## Улицы
- улица Клубная
- улица Речная
- улица Свободы
- улица Центральная
- улица Школьная

## Гидрографическая сеть
Основные реки: Вилига, её притоки — р. Калтарки, ручей Горелый